# Dãy núi Cú mèo
Dãy núi Cú mèo (tiếng Ba Lan: Góry Sowie, tiếng Séc: Soví hory, tiếng Đức: Eulengebirge) là một dãy núi của Trung tâm dãy Sudetes ở phía tây nam Ba Lan. Nó bao gồm một khu vực được bảo vệ gọi là Công viên cảnh quan núi Cú mèo.

## Địa lý

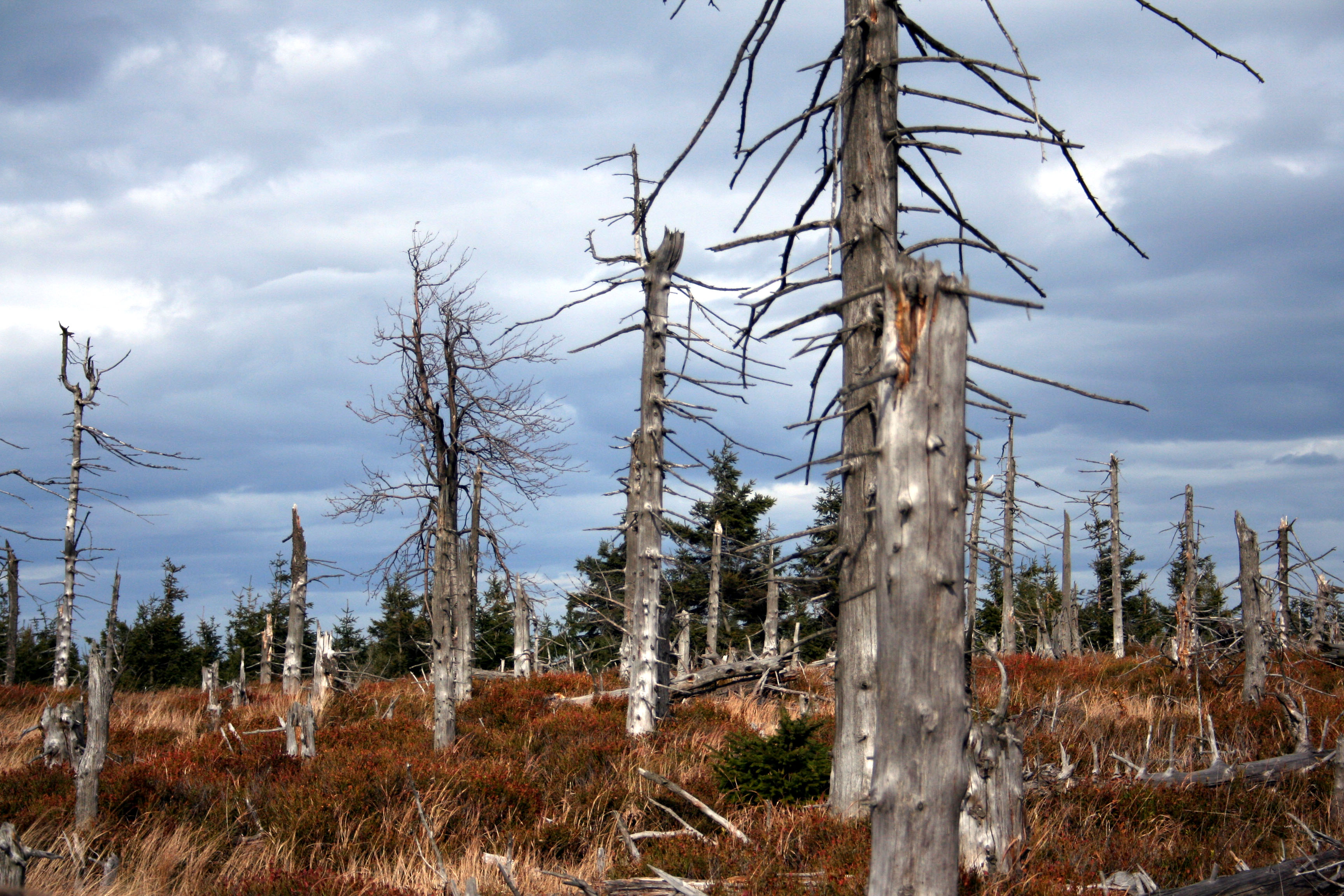
Rừng chết trên Wielka Sowa

Dãy núi Cú mèo có diện tích khoảng 200 kilômét vuông (77 dặm vuông Anh) và kéo dài hơn 26 km (16 mi) giữa vùng Hạ Silesian lịch sử và Kłodzko Land. Ngoài sườn núi chính, các phân khu của Garb Dzikowca và Wzgórza Wyrębińskie có thể được phân biệt.
Dãy núi được giới hạn bởi thung lũng của sông Bystrzyca ở phía tây bắc, tạo thành một biên giới tự nhiên với dãy núi liền kề Waldenburg (Góry Wałbrzyskie). Ở phía đông nam, biên giới được đánh dấu bằng đèo Srebrna Góra, ngăn cách chúng với dãy núi Bardzkie (Góry Bardzkie). Ở phía bắc, biên giới nằm trên Kotlina Distrabiekenstein và ở phía nam trên Obniżenie Noworudzkie và đồi Włodzickie. Ở phía tây nam, Thung lũng Kłodzko rộng lớn trải dài đến Núi Bàn (Góry Stołowe), Núi Đá (Góry Kamienne) và biên giới với Cộng hòa Séc.
Nhìn từ vùng đất thấp Silesian ở phía đông bắc, dãy núi Cú mèo tạo thành một cạnh tương đối dốc của Trung tâm Sudetes, mặc dù dãy núi rất đa dạng về chiều cao. Các đỉnh núi cao nhất là Wielka Sowa ("Tuyệt Cú mèo", vào lúc 1.014 m (3.327 ft) ở độ cao) và Kalenica (964 m (3.163 ft)) với các tháp quan sát của họ. Các đỉnh khác đạt tới độ cao từ khoảng 600 m (2.000 ft) đến 980 m (3.220 ft) mét trên mực nước biển. 

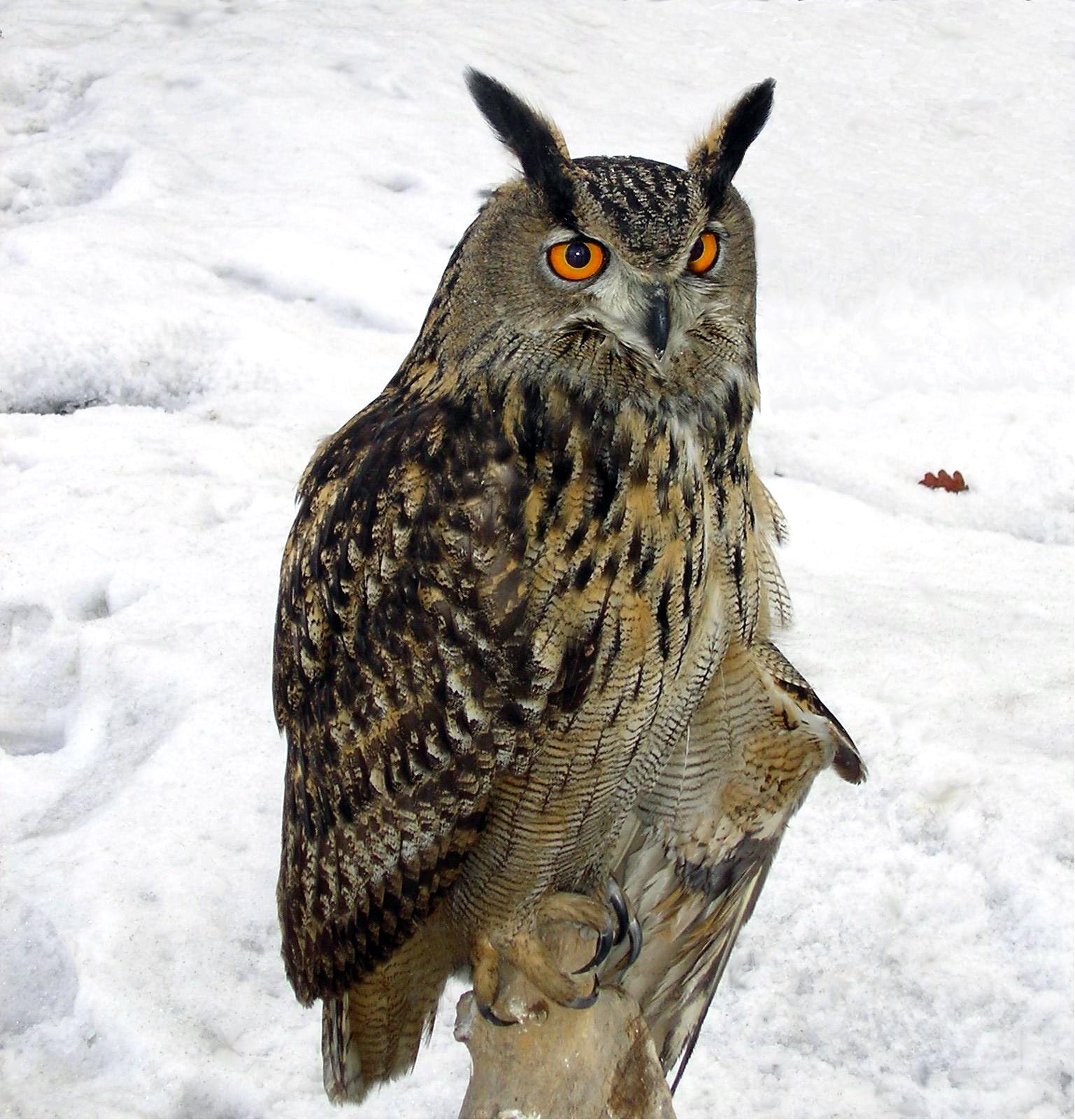
Cú đại bàng Á-Âu

Những tảng đá gneiss tiền Cambri thuộc dãy núi Cú mèo tạo thành phần cổ nhất của Sudetes và là một trong những loại lâu đời nhất ở châu Âu. Các trầm tích khác bao gồm đá Migmatite, ở mức độ thấp hơn cũng là amphibolite, serpentinite, granulite, và pegmatit. Ngoại trừ những khoảng trống trên đỉnh núi và những ngọn núi, dãy núi Cú mèo đại diện cho kiểu núi vân sam. Cũng có thể quan sát thấy một sự xuất hiện tự nhiên hiếm gặp của gỗ sồi và thủy tùng châu Âu.

## Dự án Riese

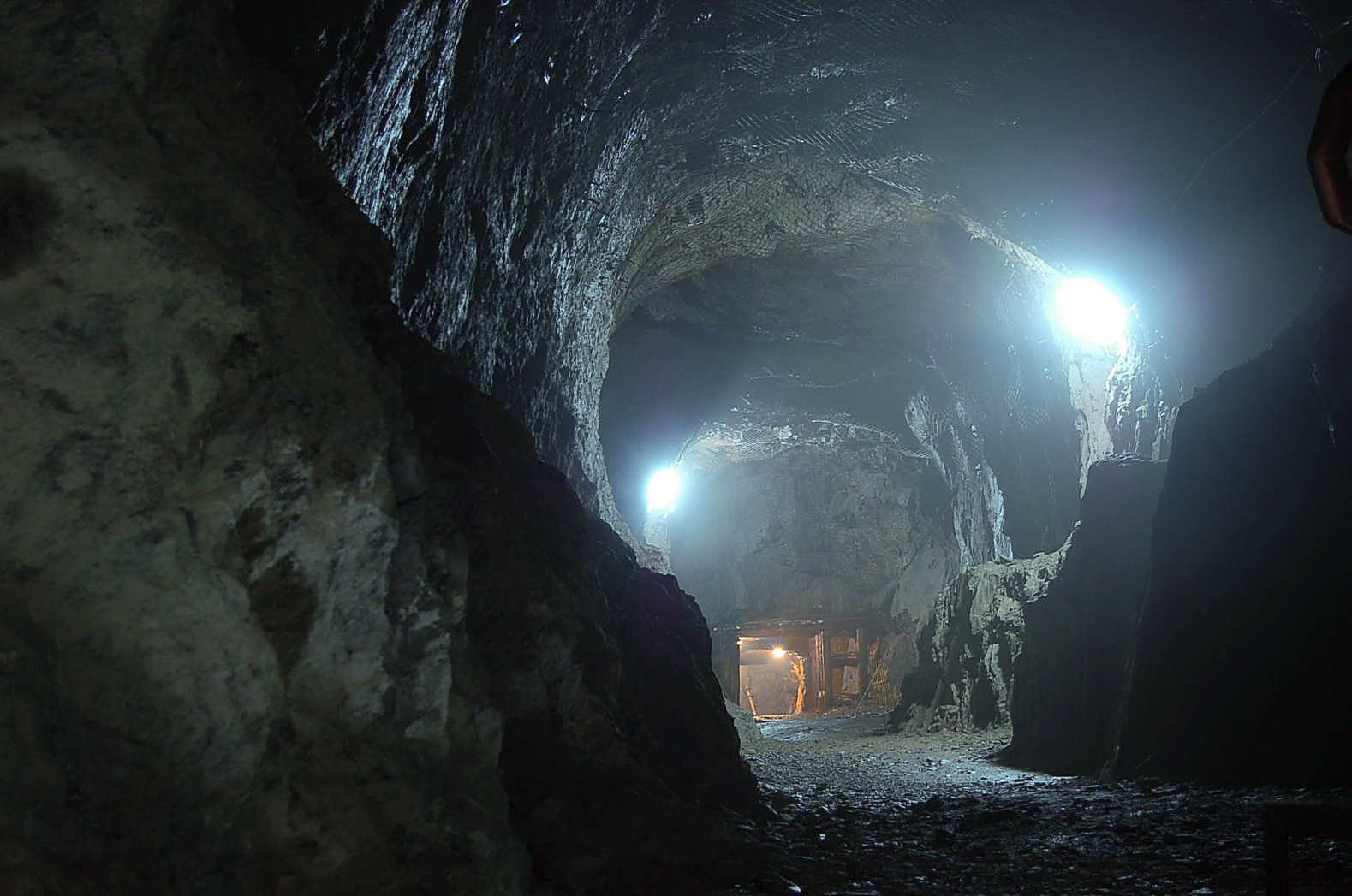
Dự án Riese

Trong Thế chiến II, một hệ thống đường hầm rộng lớn đã được phát triển vào trong núi gần làng Wüstewaltersdorf (Walim ngày nay) theo lệnh của chính phủ Đức Quốc xã. Có thể được cho là để đóng vai trò như một Trụ sở Führer thay thế Lair Wolf ở Đông Phổ, các lối vào được liên kết đến một hệ thống đường hầm phức tạp bên dưới Thành Książ (Schloss Fürstenstein), khoảng 30 km (19 mi) ở phía tây bắc, được xây dựng theo kế hoạch của Hermann Giesler. Các phần của khu phức hợp mở rộng có thể truy cập và có thể được tham quan như một phần của chuyến tour du lịch có người hướng dẫn.

## Du lịch
Nằm khoảng 75 km (47 mi) về phía nam của thủ đô khu vực Wrocław, dãy núi Cú mèo đẹp như tranh vẽ là một điểm đến phổ biến cho những người đi bộ đường dài và những người đi dạo ban ngày. Dưới chân dãy là những địa điểm du lịch nổi tiếng, như: Rzeczka, Walim tại khối núi Wielka Sowa, Sokolec, Jugów, Sierpnica và Zagórze ląskie.
Những ngọn núi được bao phủ bởi một mạng lưới các con đường du lịch, hấp dẫn nhất trong số đó, đường mòn màu đỏ, dẫn qua hầu hết châu Âu. Các địa điểm du lịch yêu thích của dãy núi Cú mèo bao gồm: Tháp đá trên Wielka Sowa và tháp ngắm cảnh ở Kalenica, Pháo đài Srebrna Góra, Lâu đài Grodno ở Zagórze ląskie, khu phức hợp quảng cáo của Dự án Riese gần Walim và Bảo tàng mỏ ở Ba Lan. Các thị trấn lớn dưới chân dãy núi Owl bao gồm Bielawa, Dzierżoniów, Głuszyca, Jedlina-Zdrój, Nowa Ruda, Pieszyce và Srebrna Góra.